# Albizia verrucosa
Albizia verrucosa là một loài thực vật có hoa trong họ Đậu. Loài này được Capuron miêu tả khoa học đầu tiên.